# Plantas postradas, decumbentes o erguidas
Planta postrada, planta decumbente, planta erguida, decumbente, tallo postrado, tallo decumbente, tallo erguido redirigen aquí.
Planta erecta, tallo erecto redirigen aquí. Quizás quiso buscar: Tallo ortótropo o plagiótropo.
Artículo introductorio: Introducción a los órganos de las plantas.

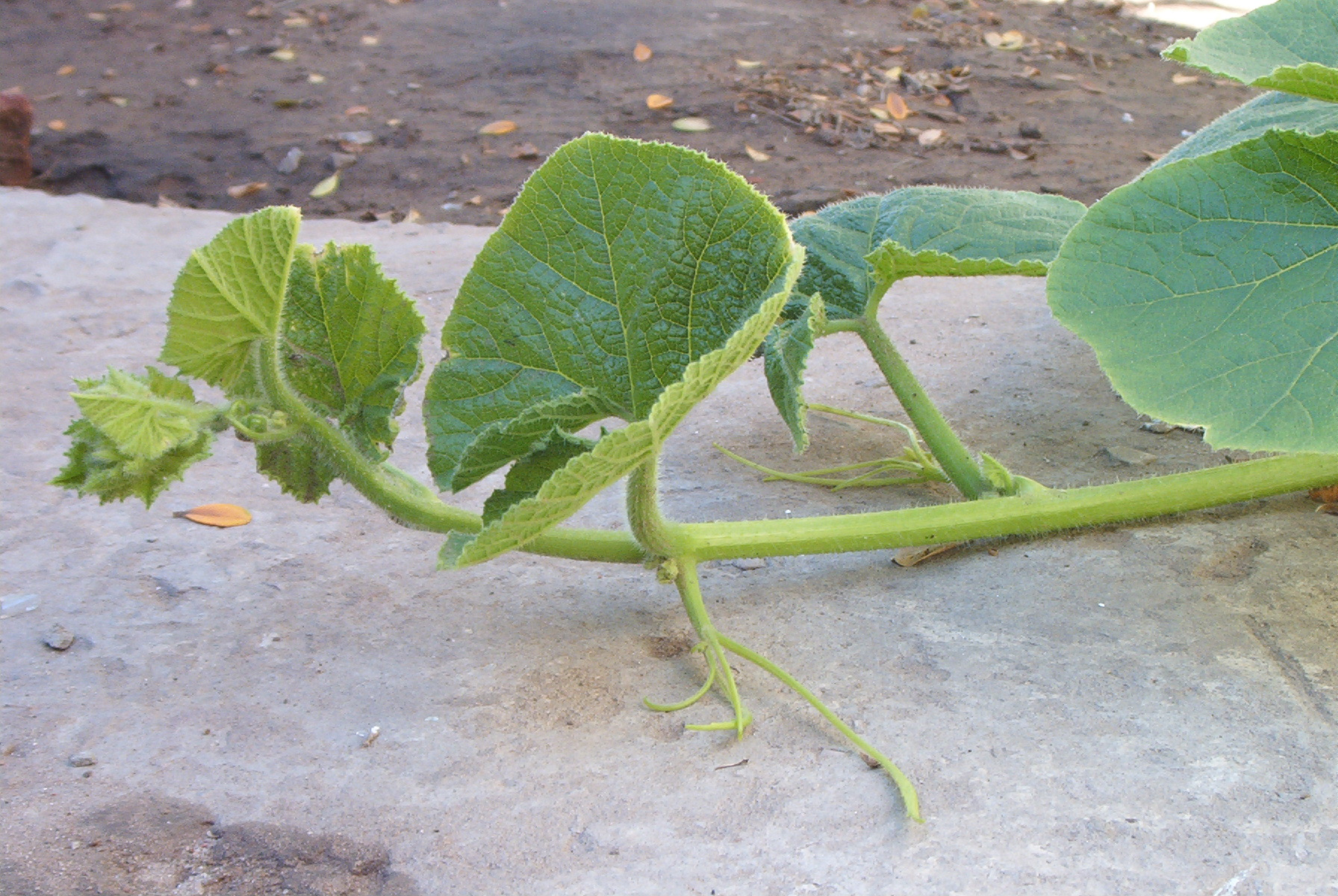
Tallo decumbente en una variedad guiadora de Cucurbita maxima.

En las descripciones del hábito de las plantas puede indicarse si una planta es postrada, decumbente o erguida, o más correctamente, si poseen tallo postrado, decumbente o erguido.
Las plantas cuyo tallo es postrado son las que se poseen tallo que se apoya sobre el sustrato, las de tallo decumbente son las que poseen tallo que se apoya sobre el sustrato pero en el sector apical es ascendente, las plantas de tallo erguido son las que poseen tallo que se eleva sobre el sustrato desde su base. Una planta guiadora también puede tener tallo decumbente.
Simpson (2005) aclara que el tallo postrado no es rastrero, es decir no enraiza en los nudos.